# Conversations with Myself

Conversations with Myself es un álbum del músico estadounidense Bill Evans.

## Historia
Grabado en tres diferentes sesiones de estudio los días 6, 9 de febrero y 20 de mayo de 1963, Evans grabó este álbum utilizando el controvertido método de  overdubbing. Para cada canción se grabaron tres pistas de piano diferentes, usando para ello el piano de Glenn Gould, CD 318.
Evans continuó usando dicha técnica con los álbumes Further Conversations with Myself y New Conversations.

## Acogida
El álbum le hizo ganar a Evans su primer Premio Grammy en 1964 en la categoría de mejor álbum instrumental de jazz. Recibió una puntuación de 5 estrellas en Down Beat en 1963.

En cŕitico musical Michael G. Nastos escribió para Allmusic lo siguiente: 

Ciertamente uno de los objetos mas inusuales en la discografía de un artista cuya consistencia es tan evidente como cualquiera en el jazz moderno, y nada debería disuadir a la hora de comprar este álbum único que de alguna manera marcará un estándar tecnológico para la música popular y el jazz.
.
  Jason Laipply de All About Jazz escribió: 
[El álbum] se convirtió al instante en un clásico para la comunidad del jazz. El trabajo de Evans en las 10 piezas incluidas aquí está realmente inspirado y es increíble de contemplar... esta mirada del artista a un nivel superior de la expresión es muy gratificante sin duda. Sin embargo, para el fan informal, no recomendaría este disco. El vocabulario musical es suficientemente complejo como para que la simple belleza de las canciones se pierde mientras Evans toca.

## Lista de canciones
| N.º | Título                 | Escritor(es)                     | Duración |  |
| 1.  | «'Round Midnight»      | Thelonious Monk, Cootie Williams | 6:33     |  |
| 2.  | «How About You ?»      | Burton Lane, Ralph Freed         | 2:48     |  |
| 3.  | «Spartacus Love Theme» | Alex North                       | 5:08     |  |
| 4.  | «Blue Monk»            | Thelonious Monk                  | 4:32     |  |
| 5.  | «Stella by Starlight»  | Victor Young, Ned Washington     | 4:50     |  |
| 6.  | «Hey There»            | Richard Adler, Jerry Ross        | 4:29     |  |
| 7.  | «N.Y.C.'s : No Lark»   | Bill Evans                       | 5:34     |  |
| 8.  | «Just you, Just Me»    | Jesse Greer, Raymond Klages      | 2:35     |  |

Pistas adicionales tras la reedición  en CD :

| N.º | Título           | Escritor(es)                 | Duración |  |
| 9.  | «Bemsha Swing»   | Denzil Best, Thelonious Monk | 2:54     |  |
| 10. | «A sleepin' Bee» | Harold Arlen, Truman Capote  | 4:10     |  |